# Els secrets del naufragi
Els secrets del naufragi (títol original en francès, Les Secrets du paquebot) és un telefilm francès del 2023 dirigit per Christophe Lamotte amb guió de Xavier Daugreilh i Marie Vinoy. Es va emetre per primera vegada a França el 9 de setembre de 2023 a France 3. S'ha doblat al català per TV3, que la va estrenar el 24 de novembre de 2024.
Aquesta ficció és una coproducció d'Authentic Prod i France Télévisions per a France 3, produïda amb la participació de Radio télévision suisse (RTS) i el suport del País del Loira.

## Sinopsi

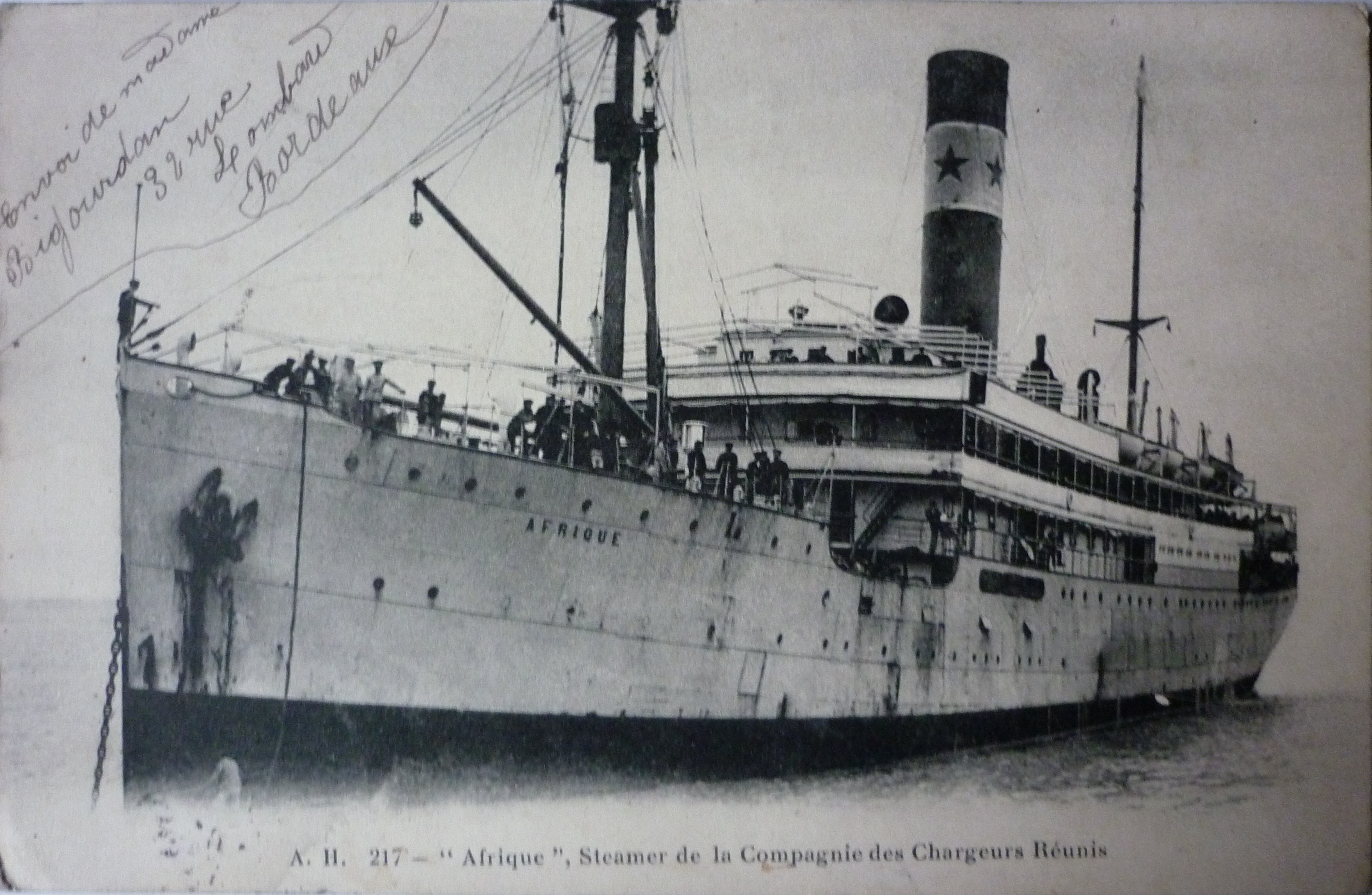
El paquebot Afrique.

La Léa i en Grégory investiguen l'assassinat d'un periodista que estava interessat en l'enfonsament del vaixell Afrique que es va enfonsar el 10 de gener de 1920 a les costes de Les Sables-d'Olonne, amb 602 persones a bord, de les quals 568 van morir en l'enfonsament. Entre les víctimes hi havia molts militars que formaven part de la branca dels Tirailleurs sénégalais.

## Producció
El rodatge va tenir lloc del 21 de novembre al 16 de desembre de 2022 a Les Sables-d'Olonne, al departament francès de la Vendée.